# Кончаловский, Дмитрий Петрович
Дми́трий Петро́вич Кончало́вский (28 марта [9 апреля] 1878, Сватова Лучка, Российская империя — 10 июня 1952, Париж, Франция; в оккупации пользовался псевдонимом Сошальский, затем изменил фамилию на Степанов, фр. Stépanoff) — историк и правовед, антиковед, переводчик. Коллаборационист, сотрудник немецких органов пропаганды.

## Биография
Родился 28 марта (9 апреля) 1878 года, дворянин. Он был младшим из трёх сыновей издателя и переводчика Петра Петровича Кончаловского; старший брат Максим стал известным врачом, средний Пётр — знаменитым художником.
В 1902 году окончил с дипломом 1-й степени историко-филологический факультет Московского университета. С 1903 по 1904 добровольно отслужил в армии и получил звание прапорщика резерва. Затем два года был слушателем в Берлинском университете и с 1906 по 1910 преподавал в Московском университете древнюю историю по специальности «История Рима». С 1912 по 1914 в Париже занимался научной работой.
Участвовал добровольцем в Первой мировой войне, принял участие в боевых действиях в Восточной Пруссии и Галиции в составе сибирских частей.
В 1918—1921 годах был доцентом кафедры истории всеобщей историко-филологического факультета Московского университета;
в 1921/1922 учебном году — профессор исторического/общественно-педагогического отделения факультета общественных наук; в 1922 году был уволен из университета. 31 октября 1921 года прочёл первую лекцию в открывшемся Белорусском государственном университете.
В 1924—1925 годах работал техническим редактором в Госиздате. В последующие годы он зарабатывал на жизнь изданием научных книг и преподаванием языков (немецкого и латыни) в различных высших учебных заведениях (1929-1931), трудился в Российской ассоциации научно-исследовательских институтов общественных наук (до 1929). В 1931 назначили профессорскую пенсию в 300 рублей в месяц. 
В 1934-35 профессор древней истории в институте философии, литературы и истории (МИФЛИ), в 1939-41 завкафедрой латинского языка. В его переводе (под редакцией А. Малецкого) вышло «Жизнеописание двенадцати цезарей» Светония (М.-Л., Academia, 1933). По оценке М. Л. Гаспарова, «Кончаловский [заботился] о дословной передаче латинского подлинника», у него «блестящие удачи соседствуют с удивительными небрежностями», он не передаёт «своеобразного светониевского стиля изложения».
Летом 1941 года Кончаловский вместе с женой и тремя дочерьми отправился на свою дачу под Можайском с желанием как можно быстрее перейти на немецкую сторону. В автобиографии, написанной позднее для Оперштаба Розенберга, он указал: «Я испытывал приязнь к продвигающемуся вперед немецкому Вермахту, которую летом и осенью 41-го разделял со многими соотечественниками. После большевистских палачей и угнетателей немецкие солдаты казались мне рыцарями света, ведущими священный бой с исчадиями ада».
В 1941—1944 годах под псевдонимом Сошальский (два его брата занимали видные позиции в Советском Союзе, и он не желал поставить их под удар) работал в Смоленске, в отделе пропаганды местной русской гражданской администрации. Помимо этого он преподавал на курсах учителей и добился создания русской учительской семинарии. После эвакуации Смоленска перебрался в Минск и перешел на постоянную работу в оперативный штаб министра восточных территорий А.Розенберга, которому готовил докладные записки.
Весной 1944 года Кончаловский возглавил смоленский отдел Национал-социалистической трудовой партии России Бронислава Каминского, принял некоторое участие в создании минского отделения НСТП. Андрей Кончаловский указывал, что 

Опасаясь ГУЛАГа, перед войной уехал в Белоруссию, поближе к польской границе, и там ждал немцев, веря, что те принесут избавление от ненавистных ему большевиков. Однако скоро Дмитрий Петрович убедился, что Гитлер хочет превратить Россию в германскую колонию. Конфликт с оккупационными властями закончился тем, что его отправили в лагерь для перемещенных лиц…
— Кончаловский/ Пофигист // «Итоги». — 29 октября 2012 г.
Вопреки сомнительным мемуарам его двоюродного внука, немцы не сажали Кончаловского в лагерь, он активно сотрудничал с ними вплоть до 1945 года, проживая в Гамбурге и Берлине. Только после окончания войны Кончаловский оказался в американском лагере для перемещённых лиц в районе Ганновера, откуда сумел выбраться во Францию, где жила его сестра, и с 1947 года проживал в Париже под фамилией Степанов (Stépanoff), по адресу улица Буассоннад, 6 (XIV округ Парижа). Умер в больнице Кошен 10 июня 1952 г. Похоронен на кладбище Сент-Женевьев-де-Буа.

## Награды
- Орден Святого Станислава 3 степени(1916)[8].

## Сочинения
- «Личность и общество» (1917).
- «Аннибал» (1923).
- Экономическая история Рима в её источниках. — Москва ; Ленинград : Государственное издательство, 1925. — 118 с.
- Посмертно в Париже были изданы книги «Пути России» (1969), «От гуманизма к Христу» (1971).
- Пути России. Размышления о русском народе, большевизме и современной цивилизации. — М.: Вторая литература, 2018. — 314 с. ISBN 978-5-4465-2033-6.
- На французском языке "Recherches sur l'histoire du mouvement agraire des Gracques" // "Revue Historique", 1926.

## Семья
Жена: Зинаида Ивановна (1874—1955), дочь И. Г. Иловайского. Дети:
- Наталья (1903[10]—1985[11])
- Иван (1905—1944)
- Елена (1906[12]—1987[13])